# Володушка серповидная
Володушка серповидная (лат. Bupleurum falcatum) — вид многолетних травянистых растений рода Володушка семейства Зонтичные (Apiaceae).

## Ботаническое описание
Стебель прямой или извилистый, высотой 20–80 см.
Нижние листья продолговатые обратнояйцевидной формы или широко эллиптические, тупые, к основанию суженные, переходят в узкий и длинный черешок. С черешком длина листьев достигает 10–15 см, ширина листовой пластинки 1,5–2 см. Средние и верхние стеблевые листья сидячие, длиной 2–5 см, шириной 0,3–0,5 см.
Цветки по 10–15 собраны в зонтики на довольно коротких ножках. Лепестки светло-жёлтые. Цветёт с июля по октябрь.
Плоды продолговатые, 3–3,5 мм длиной, с узко-крылатыми ребрами.

## Распространение
Вид распространён в Европе и Западной Азии. Произрастает по склонам, особенно известковым, среди кустарников, в редколесьях.

## Значение и применение
По наблюдениям в Хакасии и Восточной Сибири поедается лошадьми и овцами. Отмечено поедание пятнистым оленем (Cervus nippon). К выпасу не устойчива.
Листья и стебли содержат гликозид рутин.
В народной медицине настой корня употребляют при лихорадке, сильном нервном возбуждении, инфекционных заболеваниях и межреберной невралгии. Современная медицина успешно использует володушку при лечении гепатита. Володушка улучшает работу не только печени, но и желчевыводящих путей, снимает спазмы и воспаления, оказывает защитное и успокаивающее действие на органы желудочно-кишечного тракта. Наружно настой применяют для промываний при заболеваниях глаз, зудящих и гнойничковых заболеваниях кожи.